# Matthias Baumann
Matthias Andreas Baumann (Múnich, 5 de abril de 1963) es un jinete alemán que compitió en la modalidad de concurso completo.
Participó en dos Juegos Olímpicos de Verano, obteniendo dos medallas en la prueba por equipos, oro en Seúl 1988 (junto con Claus Erhorn, Thies Kaspareit y Ralf Ehrenbrink) y bronce en Barcelona 1992 (con Herbert Blöcker, Ralf Ehrenbrink y Cord Mysegages). Ganó una medalla de bronce en el Campeonato Mundial de Concurso Completo de 1990.

## Palmarés internacional
| Representando a la RFA   |                      |                   |             |
| Juegos Olímpicos         |                      |                   |             |
| Año                      | Lugar                | Medalla           | Categoría   |
| 1988                     | Seúl (Corea del Sur) | Medalla de oro    | Por equipos |
| Campeonato Mundial       |                      |                   |             |
| Año                      | Lugar                | Medalla           | Categoría   |
| 1990                     | Estocolmo (Suecia)   | Medalla de bronce | Por equipos |
| Representando a Alemania |                      |                   |             |
| Juegos Olímpicos         |                      |                   |             |
| Año                      | Lugar                | Medalla           | Categoría   |
| 1992                     | Barcelona (España)   | Medalla de bronce | Por equipos |